# Blur (canção de MØ)
"Blur" é uma canção da cantora e compositora dinamarquesa MØ, contida em seu segundo álbum de estúdio, Forever Neverland. Seu lançamento ocorreu em 14 de outubro de 2018, através da gravadora Columbia Records. Sua versão remix foi lançada em 30 de novembro de 2018, servindo como quinto single do trabalho, com a participação da banda norte-americana Foster the People. Foi composta e produzida por STINT, BONN e Albin Nedler, com o auxílio de MØ e Mark Foster (versão remix single) na escrita.

## Fundo e lançamento
"Blur" foi lançada como single promocional do Forever Neverland, através da estação de rádio Beats 1 World Record, em 15 de agosto de 2018. MØ publicou uma nota sobre a música em seu Instagram Stories, onde diz:
| “ | Houve um tempo em que me sentiria criativamente perdida toda vez que estivesse em Los Angeles. Foi realmente frustrante e eu também estava muito estressada na época. Eu senti que precisava melhorar agora que tinha o privilégio de estar na cidade das estrelas. Foi nessa época que eu escrevi Blur. | ” |

## Vídeo da música
Foi lançado no dia 15 de outubro de 2018 em seu canal oficial no YouTube um vídeo lírico para a canção, onde aparecem várias outtakes para divulgação do álbum.
Um remix de "Blur" com a banda norte-americana Foster the People começou a ser rodado na estação de rádio SiriusXM Alt Nation no final de outubro, e foi lançado em 30 de novembro, juntamente com o videoclipe.
A canção também foi adicionada na trilha sonora da série original da Netflix, Como Vender Drogas Online (Rápido) (2019).